# Quốc kịch thịnh điển
Quốc kịch thịnh điển là hoạt động tuyển chọn phim truyền hình toàn diện nhất, có phạm vi phủ sóng rộng nhất. Được tài trợ bởi An Huy TV Huy của Trung Quốc, do Quang Tuyến đảm nhận, và được đồng tổ chức bởi Hiệp hội Sản xuất Chương trình Phát thanh và Truyền hình Thủ đô.
Giải thưởng được chia thành ba hạng mục và có tổng cộng khoảng 30 hạng mục phụ, được chấm điểm dựa trên rating và mức độ ảnh hưởng của truyền hình. Các giải thưởng chuyên môn do các trưởng phòng mua phim của các đài truyền hình địa phương chấm điểm. Các giải thưởng mạng được quyết định bởi lưu lượng mạng và cư dân mạng. Ban tổ chức giải thưởng là chuyên gia và thành viên Ban giám khảo chấm giải.

## Phát sóng

### 2008
Sự kiện quy mô lớn "Lễ Quốc Khánh: 30 Năm Âm vang", do An Huy TV, Enlight Media (Quang Tuyến) và Hiệp hội Sản xuất Chương trình Phát thanh và Truyền hình Thủ đô phối hợp thực hiện, đã được tổ chức tại Bắc Kinh vào ngày 29 tháng 12 năm 2008. Vào ngày 18 tháng 12, ban tổ chức đã tổ chức họp báo tại Bắc Kinh, mở màn cho sự kiện trọng đại này nhằm đánh giá toàn cảnh 30 năm phim truyền hình Trung Quốc.

#### Người dẫn chương trình
Vương Cương, Lưu Nghi Vĩ, La Bân, Trương Dương Quả Nhi, Liễu Nham, Tạ Nam.

#### Những người có ảnh hưởng nhất
Vương Phù Lâm, Lục Tiểu Linh Đồng, Đặng Tiệp, Hải Nham, Tống Xuân Lệ, Triệu Bảo Cương, Trịnh Hiểu Long, Trần Tiểu Nghệ, Đường Quốc Cường, Trần Kiến Bân, Tư Cầm Cao Oa, Trần Bảo Quốc, Trương Quốc Lập, Vưu Tiểu Cương, Cao Hi Hi, Hồ Mai, Quách Bảo Xương, Tống Đan Đan, Lữ Lệ Bình, Lý Âu Bân, Trương Kỷ Trung. Tưởng Văn Lệ. Triệu Vy, Lý Tuyết Kiện, Lý Bảo Điền, Trần Đạo Minh, Vương Cương, Tôn Hải Anh, Tôn Hồng Lôi, Triệu Bản Sơn.

#### Phim truyền hình có ảnh hưởng nhất
Sa đá tuế nguyệt, Bốn thế hệ, Tiện ý cảnh sát, Hồng Lâu Mộng (1987), Tây Du Ký, Li Ba nữ nhân hòa cẩu, Vi thành, Khát vọng, Cô gái ngoại quốc, Câu chuyện biên tập, Người Bắc Kinh ở New York, Tôi yêu gia đình tôi, Kinh đô kỉ sự, Tay trong tay, Tam quốc diễn nghĩa, Tể tướng Lưu Gù, Vương triều Ung Chính, Hoàng Châu cách cách, Khang Hi vi hành Quế Viên Ký, Mãi không nhắm mắt, Trường chinh, Danh gia vọng tộc, Kích tình nhiên thiếu đích tuế nguyệt, Lưu lão căn, Lượng kiếm, Thiên long bát bộ, Sĩ binh độc kích, Võ lâm ngoại truyện, Đám cưới vàng, Phấn đấu.

### 2010
Nhằm thúc đẩy sự phát triển của ngành công nghiệp phim truyền hình Trung Quốc và tạo thương hiệu uy tín cho các hoạt động tuyển chọn phim truyền hình, sự kiện Quốc Kịch thịnh điển 2010 do Đài truyền hình vệ tinh An Huy khởi xướng đã chính thức ra mắt như sự kiện thường niên là để tri ân các tác phẩm kinh điển.
Hoạt động tuyển chọn này tổng hợp và phân loại hàng nghìn bộ phim truyền hình trong nước được phát sóng trên các kênh truyền hình vệ tinh của tỉnh và các cổng thông tin lớn trong năm 2010, đồng thời mời các chuyên gia, người trong ngành và cư dân mạng bình luận về đơn vị sản xuất và diễn viên đã tham gia dàn dựng phim truyền hình năm 2010.Làm một phép so sánh. Có ba hạng mục giải thưởng chuyên môn, giải thưởng của ban tổ chức và giải thưởng phổ biến trên Internet trong các hoạt động tuyển chọn, và tổng cộng có khoảng 30 giải thưởng đã được tạo ra. Sina là nhà tổ chức độc quyền, trong đó Giải thưởng Phổ biến Internet do Sina.com bình chọn.
Nhiều người nổi tiếng đã tham gia, vào lúc 19h30 tối ngày 31 tháng 12 năm 2010 trực tiếp trên An Huy TV, Sina.com, An Huy Internet TV.
——Quy tắc bình chọn: Sina.com sẽ chọn ra năm người đứng đầu (có thể đồng nhất) làm danh sách ứng cử viên dựa trên lưu lượng xem các bộ phim truyền hình được phát sóng trên Internet trong năm 2010. Giải thưởng lớn cuối cùng do cư dân mạng bình chọn, và Người có nhiều phiếu bầu nhất sẽ giành được Giải thưởng phổ biến trên Internet của Lễ trao giải phim truyền hình quốc gia 2010.
——Thời gian bình chọn hoạt động: 16 tháng 11 năm 2010-8 tháng 12 năm 2010. 

#### Danh sách người chiến thắng
| Chuyên nghiệp                                                                  | Chuyên nghiệp |
| ------------------------------------------------------------------------------ | --- |
| Đạo diễn của năm 2010                                                          | Cao Hi Hi Tam Quốc |
| Nam diễn viên chính xuất sắc nhất năm 2010                                     | Lâm Vĩnh Kiện Trước bình minh |
| Nữ diễn viên chính xuất sắc nhất năm 2010                                      | Hải Thanh A Beautiful Daughter-in-law Era |
| Kịch bản hay nhất năm 2010                                                     | Chu Tô Tiến Tam Quốc |
| Nhà sản xuất xuất sắc nhất năm 2010                                            | Lý Tiểu Uyển Hồng Lâu Mộng |
| Nam diễn viên phụ xuất sắc nhất năm 2010                                       | Phạm Minh Điện thoại di động |
| Nữ diễn viên phụ xuất sắc nhất năm 2010                                        | Bách Hàn A Beautiful Daughter-in-law Era |
| Nhân vật xuất sắc nhất năm 2010 (Nam)                                          | Ngụy Tử Thiết Lê Hoa |
| Nhân vật xuất sắc nhất năm 2010 (Nữ)                                           | Trần Sổ Thiết Lê Hoa |
| Nam diễn viên mới xuất sắc nhất năm 2010                                       | Nhậm Trọng Cuộc chiến bảo vệ hôn nhân |
| Nữ diễn viên mới xuất sắc nhất năm 2010                                        | Tưởng Mộng Tiệp Hồng Lâu Mộng |
| Bài hát phim truyền hình hay nhất năm 2010                                     | Cả đời này vẫn là em tốt nhất (这一生还是你最好) Đám cưới vàng: Phong vũ tình Ca khúc chủ đề, trình bày: Hứa Như Vân                                                                                                  |
| Mười phim truyền hình hay nhất năm 2010                                        | 1、Tam Quốc 2、Tân Yên gia tộc 3、A Beautiful Daughter-in-law Era 4、Trươc bình minh 5、Hạnh phúc của lão đại 6、Cuộc chiến bảo vệ hôn nhân 7、Báo tuyết 8、Điện thoại di động 9、Thiết Lê Hoa 10、Nhất Nhất tiến lên |
| Trực tuyến                                                                     | |
| Nữ diễn viên nổi tiếng nhất trên Internet năm 2010 (Đại lục)                   | Ân Đào Bầu trời rộng lớn |
| Nam diễn viên nổi tiếng nhất trên Internet năm 2010 (Trung Quốc đại lục)       | Hoàng Hải Ba A Beautiful Daughter-in-law Era |
| Phim truyền hình phổ biến nhất trên Internet năm 2010 (Đại lục)                | Tam Quốc |
| Phim truyền hình nổi tiếng nhất trên Internet năm 2010 (Hồng Kông và Đài Loan) | Bong bóng mùa hè |
| Nữ diễn viên nổi tiếng nhất trên Internet năm 2010 (Hồng Kông và Đài Loan)     | Lâm Tâm Như Mỹ nhân tâm kế |
| Cặp đôi màn ảnh nổi tiếng nhất trên Internet năm 2010                          | Diêu Thần, Lăng Tiêu Túc Ngày làm việc của tiếp viên hàng không |
| Ban tổ chức                                                                    | |
| Phim dài tập hay nhất năm 2010                                                 | Chuyện gia đình 2 |
| Phim truyền hình nhập khẩu ở nước ngoài hay nhất năm 2010                      | Buang Ruk Kamathep（Tháii Lan） |
| Diễn viên nhảy vọt của năm 2010                                                | Lý Quang Khiết Nhật ký thăng chức của Đỗ Lạp Lạp |
| Nhân vật của năm 2010                                                          | Phạm Vĩ Hạnh phúc của lão đại |
| Nam diễn viên được yêu thích nhất năm 2010                                     | Ngô Tú Ba Trước bình minh |
| Giải thưởng đóng góp đặc biệt năm 2010                                         | Lưu Giang A Beautiful Daughter-in-law Era Trước bình mình |
| Phim truyền hình 2010 Nhân vật của năm (Nữ)                                    | Diêm Ni Mùa xuân của Trương Tiểu Ngũ |
| Phim truyền hình 2010 Nhân vật của năm (Nam)                                   | Trần Kiến Bân Tam Quốc |
| Giải thưởng từ thiện 2010                                                      | Tôn Hải Anh Lữ Lệ Bình |
| Giải thưởng thành tựu trọn đời                                                 | Lý Tuyết Kiện |

### 2011
Được tổ chức tại Bắc Kinh vào cuối năm. Sự kiện này sẽ chọn ra khoảng 1.000 bộ phim truyền hình được phát sóng trên các kênh vào năm 2011. Sự kiện này cũng lần đầu tiên được đề xuất "Huiju Châu Á".
19 giờ 30 phút ngày 31 tháng 12 năm 2011, Liên hoan phim truyền hình quốc gia Hội tụ Châu Á 2011 do Truyền hình vệ tinh An Huy và Quang Tuyến đăng cai tổ chức lên sóng Truyền hình vệ tinh An Huy. Buổi lễ lớn này quy tụ dàn sao nặng ký như Ruby Lin, Nghiêm Khoan, Trương Quốc Lập, Trương Kỷ Trung, Văn Chương, Mã Y Lợi,... Y Năng Tịnh xuất hiện với tư cách khách mời trao giải cùng Vương Trường Điền, Chủ tịch Quang Tuyến, và hát bài hát kinh điển Con đom đóm. Mời 200 ngôi sao phim truyền hình nóng bỏng của Trung Quốc, Hàn Quốc và Thái Lan tham gia lễ hội hóa trang với khán giả cho đến năm mới trong lễ trao giải .

#### Danh sách người chiến thắng
| Phim truyền hình nhập khẩu ở nước ngoài hay nhất năm 2011                   | Phim truyền hình nhập khẩu ở nước ngoài hay nhất năm 2011 |
| --------------------------------------------------------------------------- | --- |
| Đạo diễn của năm 2011                                                       | Từ Kỉ Chu Designation Forever (永不磨灭的番号) |
| Kịch bản hay nhất năm 2011                                                  | Vương Lệ Bình Song thành sinh hoạt, Thạch Linh Trung Mãi mãi trung thành |
| Nhà sản xuất xuất sắc nhất năm 2011                                         | Lâm Tâm Như Khuynh thế hoàng phi |
| Nam diễn viên chính xuất sắc nhất năm 2011                                  | Văn Chương Thời đại khỏa hôn |
| Nữ diễn viên chính xuất sắc nhất năm 2011                                   | Mã Y Lợi Song thành sinh hoạt |
| Nam diễn viên phụ xuất sắc nhất năm 2011                                    | Vương Tiểu Lợi Chuyện tình quê 4 |
| Nữ diễn viên phụ xuất sắc nhất năm 2011                                     | Trương Khải Lệ Thời đại khỏa hôn |
| Nhân vật xuất sắc nhất năm 2011 (Nam)                                       | Trương Hàm Dư Thủy hử |
| Nhân vật xuất sắc nhất năm 2011 (Nữ)                                        | Ninh Tịnh Hồng hòe hoa |
| Nữ diễn viên mới xuất sắc nhất năm 2011                                     | Can Đình Đình Thủy hử |
| Nam diễn viên mới xuất sắc nhất năm 2011                                    | Lý Dịch Phong Hạnh phúc ngày nắng |
| Bài hát phim truyền hình hay nhất năm 2011                                  | Cảnh Cương Sơn Thủy hử Huynh đệ vô số |
| Mười phim truyền hình hay nhất năm 2011                                     | 1, Thủy hử 2, Designation Forever (永不磨灭的番号) 3, Mãi mãi trung thành 4, Tá thương 5, Mưu cầu hạnh phúc 6, Hồng hòe hoa 7, Mỹ nhân tâm kế 8, Thời đại khỏa hôn 9, Nam nhân bang 10, Mùa xuân của Lý Xuân Thiên |
| Ban tổ chức                                                                 | |
| Thần tượng biểu diễn nghệ thuật năm 2011                                    | La Tấn, Nghiêm Khoan, Lưu Khải Uy |
| Phim dài tập hay nhất năm 2011                                              | Ba thiên kim nhà họ Hạ（80 tập） |
| Nhân vật cống hiến xuất sắc                                                 | |
| Phim truyền hình nhập khẩu ở nước ngoài hay nhất năm 2011                   | Em là... phụ nữ（Tháii Lan） |
| Giải Khuyến nghị Đặc biệt Truyền thông 2011                                 | Lưu Thi Thi |
| Diễn viên được yêu thích nhất năm 2011                                      | Dương Mịch |
| Nam diễn viên lôi cuốn nhất năm 2011                                        | Lâm Chí Dĩnh |
| Nhân vật cống hiến xuất sắc cho Phim truyền hình dài tập năm 2011           | Trương Quốc Lập |
| Phim truyền hình năm 2011 Nhân vật của năm (Nữ)                             | Lưu Bội |
| Phim truyền hình năm 2011 Nhân vật của năm (Nam)                            | Hoàng Chí Trung |
| Niên độ 2011                                                                | Hoàng Hải Ba |
| Thành tựu trọn đời năm 2011                                                 | Lôi Khác Sinh |
| Trực tuyến                                                                  | |
| Nữ diễn viên nổi tiếng nhất trên Internet năm 2011 (Đại lục)                | Đường Yên Ba thiên kim nhà họ Hạ |
| Nam diễn viên nổi tiếng nhất trên Internet năm 2011 (Trung Quốc đại lục)    | Hồ Ca Cao thủ như lâm |
| Nữ diễn viên nổi tiếng nhất trên Internet 2011 (Hồng Kông và Đài Loan)      | Đặng Tụy Văn Nghĩa hải hào tình |
| Nam diễn viên nổi tiếng nhất trên Internet năm 2011 (Hồng Kông và Đài Loan) | Trịnh Gia Dĩnh Tòa án lương tâm |
| Diễn viên hải ngoại được yêu thích nhất trên Internet năm 2011 (Nữ)         | Han Chae-yeong（Hàn Quốc）Sát thủ hào hoa |
| Diễn viên hải ngoại được yêu thích nhất trên Internet năm 2011 (Nam)        | PONG（Thái Lan）Khát vọng giàu sang |
| Cặp đôi màn ảnh nổi tiếng nhất trên Internet năm 2011                       | Chung Hán Lương và Lý Tiểu Nhiễm Không kịp nói lời yêu em |
| Nghệ sĩ toàn diện nổi tiếng nhất trên Internet năm 2011                     | Minh Đạo |
| Phim truyền hình nổi tiếng nhất trên Internet năm 2011                      | Bộ bộ kinh tâm |

### 2012
Được khởi xướng và tổ chức bởi Truyền hình vệ tinh An Huy và đồng sáng tạo bởi Enlight Media, Sina.com, và Hiệp hội Sản xuất Chương trình Phát thanh và Truyền hình Thủ đô,  Quốc kịch thịnh điển năm 2012 của Đài truyền hình vệ tinh An Huy này lấy "Thời đại hạnh phúc của chúng ta" làm chủ đề, với Dương Mịch là người phát ngôn. Lý Tiểu Lộ và Giả Nãi Lượng là đại sứ quảng bá. Vào tối ngày 31 tháng 12 năm 2012, Quốc kịch thịnh điển đã giành được vị trí thứ ba trên truyền hình vệ tinh, và đứng thứ 5 trên CCTV.

#### Danh sách người chiến thắng
| Chuyên nghiệp                                                   | Chuyên nghiệp |
| --------------------------------------------------------------- | --- |
| Đào diễn của năm 2012                                           | Trịnh Hiểu Long |
| Nam diễn viên chính xuất sắc nhất năm 2012                      | Trương Gia Dịch |
| Nữ diễn viên chính xuất sắc nhất năm 2012                       | Tôn Lệ |
| Kịch bản hay nhất năm 2012                                      | Toàn Dũng Tiên |
| Nhà sản xuất xuất sắc nhất năm 2012                             | Sài Trí Bình |
| Nam diễn viên phụ xuất sắc nhất năm 2012                        | Đỗ Nguyên |
| Nữ diễn viên phụ xuất sắc nhất năm 2012                         | Tưởng Hân |
| Nhân vật xuất sắc nhất năm 2012 (Nam)                           | Từ Tranh |
| Nhân vật xuất sắc nhất năm 2011 (Nữ)                            | Viên Lập |
| Nam diễn viên mới xuất sắc nhất năm 2012                        | Lý Đông Học |
| Nữ diễn viên mới xuất sắc nhất năm 2011                         | Tống Thiến |
| Bài hát phim truyền hình hay nhất năm 2012                      | Không xa rời — Vũ Tuyền |
| Mười phim truyền hình hay nhất năm 2012                         | 10、The Banchelor 9、Thanh niên Bắc Kinh 8、Tâm thuật 7、Thanh manh 6、Câu chuyện vợ chồng 5、Cuộc sống hạnh phúc của Kim Thái Lang 4、Vách đá 3、Chuyện tình Bắc Kinh 2、Mẫu thân, mẫu thân 1、Chân Hoàn truyện |
| Ban tố chức                                                     | |
| Diễn viên có ảnh hưởng nhất năm 2012                            | Lý Tiểu Lộ |
| Loạt phim truyền hình chất lượng nhất năm 2012                  | Thánh thiên môn khẩu |
| Diễn viên được yêu thích nhất năm 2012                          | Hồ Ca, Lưu Thi Thi |
| Diễn viên lôi cuốn nhất năm 2012                                | Chung Hán Lương, Lâm Tâm Như |
| Khuyến nghị đặc biệt của giới truyền thông 2012                 | Trần Tư Thành |
| Nam nữ diễn viên giới truyền thông đặc biệt khuyến cáo năm 2012 | Giả Nãi Lương, Đường Yên |
| Thần tượng biểu diễn nghệ thuật năm 2012                        | Thích Vy, Liễu Nham |
| Phim truyền hình 2012 Nhân vật của năm                          | Lý Thần, Mã Tô |
| Nam nữ diễn viên nhảy vọt 2012                                  | Vương Lôi, Trương Hâm Nghệ |
| Nam nữ diễn viên đột phá nhất năm 2012                          | Trương Hiểu Long, Vương Lệ Khôn |
| Niên độ phong vân                                               | Trần Bảo Quốc |
| Thành tựu chọn đời                                              | Tư Cầm Cao Oa |
| Trực tuyến                                                      | |
| Nghệ sĩ toàn diện được yêu thích nhất (Trung Quốc đại lục)      | Dương Mịch |
| Nghệ sĩ toàn diện được yêu thích nhất (Hồng Kông và Đài Loan)   | Chung Hán Lương |
| Nữ diễn viên được yêu thích nhất (Trung Quốc đại lục)           | Diêu Địch |
| Nam diễn viên được yêu thích nhất (Trung Quốc đại lục)          | Đỗ Thuần |
| Phim truyền hình nổi tiếng nhất                                 | Chung cư tình yêu 3 |
| Nữ diễn viên được yêu thích nhất (Hồng Kông và Đài Loan)        | Thái Thiếu Phân |
| Nam diễn viên được yêu thích nhất (Hồng Kông và Đài Loan)       | Trần Bách Lâm |
| Nữ diễn viên được yêu thích nhất (ở nước ngoài)                 | Irina Kaptelova |
| Nam diễn viên được yêu thích nhất (ở nước ngoài)                | PONG |
| Cặp đôi màn ảnh nổi tiếng nhất                                  | La Tấn, Miêu Phổ |

#### Chi tiết
Quốc kịch thịnh điển 2012 do truyền hình vệ tinh An Huy tổ chức đã kết thúc thành công. Chân Hoàn truyện đã trở thành người chiến thắng lớn nhất trong năm 2012 và giành được bảy giải thưởng, và Hồ Ca và Lưu  Thi Thi với Hiên Viên kiếm sự nổi tiếng quá lớn của bộ phim đã vượt qua sự mong đợi và giành được giải thưởng nam nữ diễn viên được yêu thích nhất của năm. Từ Tranh làm mới doanh thu phòng vé phim Tết với Lạc Lối Ở Thái Lan và cũng đã giành được giải thưởng Diễn viên xuất sắc nhất trong lĩnh vực phim truyền hình năm 2012. Năm nay, Lý Tiểu Lộ, người mà sự nghiệp và gia đình cùng thăng tiến, cô đã giành được giải Diễn viên có ảnh hưởng nhất năm 2012.

### 2013
Người nổi tiếng vẫn là tâm điểm chú ý nhất của Quốc kịch thịnh điển, tại thảm đỏ lễ trao giải không chỉ có các ngôi sao Hoa ngữ như Chung Hán Lương, Văn Chương, Ngô Kỳ Long mà ban tổ chức còn mời hai diễn viên chính của chương trình. bộ phim truyền hình nổi tiếng của Hàn Quốc "Người thừa kế", Kim Woo-bin và Park Shin-hye đã thu hút rất nhiều người hâm mộ đến.

#### Danh sách người chiến thắng
30 tháng 12 năm 2013, Quốc Kịch thịnh điển lần thứ V đã kết thúc trên kênh truyền hình vệ tinh An Huy. Đả cẩu côn lọt top phim truyền hình hay nhất năm và giành được 5 giải thưởng lớn nhất. Little Daddy theo sát với 4 giải bao gồm top 10 phim truyền hình (vị trí thứ 4) và Đạo diễn được khán giả yêu thích nhất. Nguy Tử và Lưu Đào đã giành được giải thưởng nam và nữ diễn viên được yêu thích nhất, và Chung Hán Lương, Lâm Chí Dĩnh, Ngô Kỳ Long, Lưu Hiểu Khánh, Kim Woo-bin, Park Shin-hye và những người khác cũng giành chiến thắng. Sau đây là danh sách đầy đủ của những người chiến thắng:
| Chuyên nghiệp                                                           | Chuyên nghiệp                                                      |
| ----------------------------------------------------------------------- | ------------------------------------------------------------------ |
| Đạo diễn được khán giả yêu thích nhất năm 2013                          | Văn Chương Little Daddy                                            |
| Nam diễn viên được khán giả yêu thích nhất năm 2013                     | Nguy Tử                                                            |
| Nữ diễn viên được khán giả yêu thích nhất năm 2013                      | Lưu Đào                                                            |
| Biên kịch được khán giả yêu thích nhất năm 2013                         | Quách Tĩnh Vũ, Đái Tuấn Khanh, Tiếu Thiệu Quyền                    |
| Nam diễn viên phụ được khán giả yêu thích nhất năm 2013                 | Vương Chí Phi                                                      |
| Nữ diễn viên phụ được khán giả yêu thích nhất năm 2013                  | Diêm Học Tinh                                                      |
| Nhân vật được khán giả yêu thích nhất 2013 (Nam)                        | Vu Nghị Đả cẩu côn Nhị nha đầu                                     |
| Nhân vật được khán giả yêu thích nhất 2013 (Nữ)                         | Tuyên Huyên Sóng gió Bạch Gia Mã Phức Phượng                       |
| Nam diễn viên mớ được khán giả yêu thích 2013                           | Lưu Hoan Little Daddy                                              |
| Nữ diễn viên mớ được khán giả yêu thích 2013                            | Triệu Lệ Dĩnh Lục Trinh truyền kỳ                                  |
| Ca khúc phim truyền hình được khán giả yêu thích nhất năm 2013          | Bài hát chủ đề Little Daddy Phiền Phàm Gặp nhau chi bằng hoài niệm |
| Mười phim truyền hình hay nhất năm 2013                                 | 10、Dân binh Cát Nhị Đản                                           |
| Mười phim truyền hình hay nhất năm 2013                                 | 9、Lục Trinh truyền kỳ                                             |
| Mười phim truyền hình hay nhất năm 2013                                 | 8、Tinh trung Nhạc Phi                                             |
| Mười phim truyền hình hay nhất năm 2013                                 | 7、Lão hửu sở y                                                    |
| Mười phim truyền hình hay nhất năm 2013                                 | 6、Lan Lăng Vương                                                  |
| Mười phim truyền hình hay nhất năm 2013                                 | 5、Chúng ta kết hôn đi                                             |
| Mười phim truyền hình hay nhất năm 2013                                 | 4、Little Daddy                                                    |
| Mười phim truyền hình hay nhất năm 2013                                 | 3、Môn đệ                                                          |
| Mười phim truyền hình hay nhất năm 2013                                 | 2、Bà mẹ nóng bỏng                                                 |
| Mười phim truyền hình hay nhất năm 2013                                 | 1、Đả cẩu côn                                                      |
| Trực tuyến                                                              |                                                                    |
| Nhân vật của năm 2013 (Nữ / Nam)                                        | Vu Minh Gia, Trương Dịch                                           |
| Người có ảnh hưởng nhất năm 2013                                        | Ngô Kỳ Long                                                        |
| Thần tượng diễn xuất của năm 2013                                       | Lý Dịch Phong, Địch Thiên Lâm, Đại Tả                              |
| Nam / Nữ diễn viên nhảy vọt 2013                                        | Lôi Giai Âm, Lâu Nghệ Tiêu                                         |
| Nam / Nữ diễn viên đột phá nhất năm 2013                                | Nhạc Lệ Na, Chu Hiểu Âu                                            |
| Nam / nữ diễn viên năm 2013 với kỹ năng diễn xuất mạnh mẽ               | Vương Khuê Vinh, Trương Khải Lệ                                    |
| Niên độ phong vân 2013                                                  | Chung Hán Lương                                                    |
| Thành tựu trọn đời                                                      | Lưu Hiểu Khánh                                                     |
| Nghệ sĩ toàn năng được yêu thích nhất năm 2013 trên Internet            | Lâm Chí Dĩnh                                                       |
| Diễn viên có giá trị thương mại cao                                     | Đường Yên                                                          |
| Diễn viên tiềm năng cao năm 2013                                        | Trương Hiểu Long                                                   |
| Nam diễn viên trẻ cuốn hút của năm 2013                                 | Trần Hiểu                                                          |
| Ca sĩ được khán giả yêu thích nhất năm 2013                             | Diêu Bối Na                                                        |
| Giải thưởng Phổ biến Internet                                           |                                                                    |
| Nam / Nữ diễn viên được yêu thích nhất năm 2013 ở Hồng Kông và Đài Loan | Chung Hán Lương, Trần Kiều Ân                                      |
| Nam / Nữ diễn viên được yêu thích nhất năm 2013 ở Trung Quốc đại lục    | La Tấn, Thích Vy                                                   |
| Nam / Nữ diễn viên nước ngoài nổi tiếng năm 2013                        | Kim Woo-bin Park Shin-hye                                          |
| Cặp đôi màn ảnh ngọt ngào của năm 2013                                  | Nghiêm Khoan, Đô Nhược Khuê Khuê trúng mật hữ                      |

### 2014
17 tháng 12 năm 2014, lễ trao giải đã được tổ chức tại Bắc Kinh, hàng trăm "ngôi sao phim truyền hình" ba thế hệ từ già, trung, trẻ đã tề tựu đông đủ để bày ra một bữa tiệc năm mới đặc biệt dành cho các khán giả. Trong số đó, Trương Gia Dịch và Châu Tấn đã giành được giải nam và nữ diễn viên xuất sắc nhất của năm, Chung Hán Lương được trao giải nam diễn viên và nhân vật được giới truyền thông đặc biệt hàng năm trao giải, Lý Bảo Điền đã giành được giải thưởng thành tựu trọn đời; từ- Phim truyền hình ăn khách Bắc Bình không chiến sự đã giành được top 10 phim truyền hình dài tập hay nhất, 8 giải thưởng bao gồm đạo diễn và biên kịch xuất sắc nhất. Lễ trao giải được phát sóng trên kênh truyền hình vệ tinh An Huy vào lúc 19h30 ngày 1/1/2015.
| Chuyên nghiệp                                                  | Chuyên nghiệp                                                     |
| -------------------------------------------------------------- | ----------------------------------------------------------------- |
| Nam diễn viên xuất sắc nhất                                    | Trương Gia Dịch Nhất phó Nhị chủ                                  |
| Nữ diễn viên xuất sắc nhất                                     | Châu Tấn Cao lương đỏ                                             |
| Nam diễn viên phụ được khán giả yêu thích                      | Tổ Phong Bắc Bình không chiến sự                                  |
| Nữ diễn viên phụ được khán giả yêu thích                       | Dương Côn 生活启示录                                              |
| Kịch bản được khán giả yếu thích                               | Lưu Hòa Bình Bắc Bình không chiến sự                              |
| Đạo diễn được khán giả yếu thích                               | Khổng Sanh, Lý Tuyết Bắc Bình không chiến sự                      |
| Nhân vật được khán giả yêu thích                               | Mã Thiếu Hoa Đặng Tiểu Bình tại ngã tư lịch sử                    |
| Nhân vật được khán giả yêu thích                               | Trương Hâm Nghệ Đại Hà nhi nữ                                     |
| Nam diễn viên được khán giả yêu thích                          | Dương Lặc Lấy chồng trẻ                                           |
| Nữ diễn viên được khán giả yêu thích                           | Quan Hiểu Đồng Nhất phó nhị chủ                                   |
| Mười bộ phim truyền hình hay nhất                              | 10：Bác sĩ sản khoa                                               |
| Mười bộ phim truyền hình hay nhất                              | 9：Ta ái chàng bạn thân                                           |
| Mười bộ phim truyền hình hay nhất                              | 8: Bác sĩ thanh niên                                              |
| Mười bộ phim truyền hình hay nhất                              | 7：Chung cư tình yêu 4                                            |
| Mười bộ phim truyền hình hay nhất                              | 6: Lấy chồng trẻ                                                  |
| Mười bộ phim truyền hình hay nhất                              | 5：Luật sư tư vấn ly hôn                                          |
| Mười bộ phim truyền hình hay nhất                              | 4: 生活启示录                                                     |
| Mười bộ phim truyền hình hay nhất                              | 3：Cao lương đỏ                                                   |
| Mười bộ phim truyền hình hay nhất                              | 2： Bắc Bình không chiến sự                                       |
| Mười bộ phim truyền hình hay nhất                              | 1：Đặng Tiểu Bình tại ngã tư lịch sử                              |
| Ban tổ chức                                                    |                                                                   |
| Nhân vật của năm                                               | Chung Hán Lương Thập nguyệt vi thành Trần Sổ Ta ái chàng bạn thân |
| Diễn viên được giới truyền thông giới thiệu đặc biệt           | Chung Hán Lương Thập nguyệt vi thành                              |
| Diễn viên được truyền thông kỳ vọng nhất                       | Trần Vỹ Đình Cổ kiếm kỳ đàm                                       |
| Nam diễn viên có giá trị thương mại nhất                       | Lý Dịch Phong Cổ kiếm kỳ đàm                                      |
| Nữ diễn viên có giá trị thương mại nhất                        | Lưu Thi Thi Bộ bộ kinh tâm 2                                      |
| Diễn viên mới ảnh hưởng nhất trên các phương tiện truyền thông | Ngô Kỳ Long Bộ bộ kinh tâm 2                                      |
| Diễn viên trẻ lôi cuốn                                         | Trần Hách Chung cư tình yêu 4                                     |
| Diễn viên tiềm năng nhất                                       | Lý Thấm Nếu như yêu Tôn Nghệ Châu Bộ bộ kinh tâm 2                |
| Diễn viên biểu cảm nhất trên màn ảnh                           | Đổng Dũng, Trương Hiểu Long                                       |
| Diễn giải thần tượng của giới trẻ                              | Vương Dương, Trương Giai Ninh                                     |
| Diễn viên có khả năng diễn xuất                                | Vương Khánh Tường, Du Phi Hồng                                    |
| Diễn viên nhảy vọt                                             | Trần Lệ Na, Hoàng Hiên                                            |
| Đóng góp đặc biệt                                              | Nghệ Đại Hồng, Hàn Đồng Sinh                                      |
| Giải thưởng xuất sắc                                           | Quả Tĩnh Lâm, Trương Nhược Quân                                   |
| Thành tựu trọn đời                                             | Lý Bảo Điền                                                       |
| Đóng góp xuất sắc                                              | Trịnh Hiểu Long Cao lương đỏ                                      |
| Giải thưởng Phổ biến Internet                                  |                                                                   |
| Diễn viên được yêu thích nhất                                  | Hồ Ca 生活启示录 Phong trung kỳ duyên                             |
| Phim truyền hình nổi tiếng nhất                                | Cổ kiếm kỳ đàm                                                    |
| Nghệ sĩ toàn diện được yêu thích nhất                          | Trần Vỹ Đình Cổ kiếm kỳ đàm                                       |
| Nam diễn viên được yêu thích nhất (Trung Quốc đại lục)         | Lý Dịch Phong Cổ kiếm kỳ đàm                                      |
| Nữ diễn viên được yêu thích nhất (Trung Quốc đại lục)          | Triệu Lệ Dĩnh Sam Sam tới rồi                                     |
| Nam diễn viên được yêu thích nhất (Hồng Kông và Đài Loan)      | Hoắc Kiến Hoa Kim ngọc lương duyên                                |
| Bài hát trong phim truyền hình mà người xem yêu thích          | Trương Kiệt Cổ kiếm kỳ đàm nhạc nền Lãng khách                    |
| Phim web chính kịch hay nhất của năm                           | Vạn vạn một tưởng đáo                                             |
| Cặp đôi màn ảnh ngọt ngào                                      | Hoắc Kiến Hoa, Đường Yên Kim ngọc lương duyên                     |

### 2015
Quốc kịch thịnh điển 2015 vệ tinh An Huy được ghi hình vào ngày 19 tháng 12, Hồ Ca và Phạm Băng Băng đoạt giải nam nữ diễn viên chính xuất sắc nhất, Lưu Khải Uy, Vương Khải và Chi Changxu đoạt giải diễn viên được yêu thích nhất, Cân Đông và Lâm Tâm Như đoạt giải diễn viên thực lực nhất, và Hoắc Kiến Hoa đoạt giải nam diễn viên được yêu thích nhất. Sau đây là danh sách đầy đủ những người chiến thắng:
| Tên                                                           | Người chiến thắng / Công việc           |
| ------------------------------------------------------------- | --------------------------------------- |
| Nam diễn viên mới được khán giả yêu mến                       | Mả Khả                                  |
| Nữ diễn viên mới được khán giả yêu thích                      | Địch Lệ Nhiệt Ba                        |
| Tri ân đặc biệt hàng năm                                      | Triệu Lệ Dĩnh, Lý Thần                  |
| Nhân vật được khán giả yêu thích                              | Hoắc Kiến Hoa, Đường Yên                |
| Diễn viên nhảy vọt của năm                                    | Vương Khải                              |
| Niên độ                                                       | Ngồ Kỳ Long                             |
| Diễn viên có ảnh hưởng nhất trên mọi phương tiện truyền thông | Dương Dương                             |
| Sức hút trên tất cả các phương tiện truyền thông của năm      | Đường Yên                               |
| Diễn viên lôi cuốn của năm                                    | Triệu Lệ Dĩnh                           |
| Diiễn viên chính xuất sắc của năm                             | Lâm Vĩnh Kiện                           |
| Nam diễn viên phụ được khán giả yêu thích                     | Hoàng Duy Đức                           |
| Nữ diễn viên phụ được khán giả yêu thích                      | Đổng Khiết                              |
| Nhân vật của năm                                              | Phạm Băng Băng                          |
| Nghệ sĩ toàn diện được yêu thích nhất trong năm               | Lý Trị Đình                             |
| Nhà sản xuất vàng của năm                                     | Ngô Kỳ Long                             |
| Nữ diễn viên xuất sắc nhất                                    | Phạm Băng Băng                          |
| Nam diễn viên xuất sắc nhất                                   | Hồ Ca                                   |
| Thành tựu trọn đời                                            | Trương Thiếu Hoa                        |
| Kịch bản được khán giả yêu thích                              | Vương Lệ Bình                           |
| Đạo diễn được khán giả yêu thích                              | Khồng Sinh, Lý Tuyết                    |
| Nam diễn viên quyền lực nhất                                  | Cận Đông                                |
| Nữ diễn viên quyền lực nhất                                   | Lâm Tâm Như                             |
| Diễn viên được mong đợi nhất trong năm                        | Trương Đan Phong, Trương Hiểu Long      |
| Nam diễn viên đột phá nhất                                    | Trần Long                               |
| Nữ diễn viên đột phá nhất                                     | Vương Hiểu Thần                         |
| Diễn viên tiềm năng nhất                                      | Ngô Lỗi                                 |
| Nam diễn viên được yêu thích nhất (ở nước ngoài)              | Ji Chang-wook                           |
| Diễn viên Hồng Kông và Đài Loan được yêu thích nhất           | Lưu Khải Uy                             |
| Nam diễn viên đại lục được yêu thích nhất                     | Vương Khải                              |
| Diễn viên được theo dõi nhiều nhất trong năm                  | Dương Dương                             |
| Diễn viên có giá trị thương mại nhất trong năm                | Trần Kiều Ân                            |
| Diễn viên được yêu thích nhất                                 | Hoắc Kiến Hoa                           |
| Diễn viên được đề xuất đặc biệt của năm                       | Viên Hoằng                              |
| Nam diễn viên thần tượng diễn xuất được yêu thích nhất        | Đỗ Thuần                                |
| Nữ diễn viên thần tượng diễn xuất được yêu thích nhất         | Mã Tô                                   |
| Diễn viên có ảnh hưởng nhất trong năm                         | Mã Y Lợi                                |
| Người đóng góp trong ngành của năm                            | Hầu Hồng Lượng                          |
| Web drama nổi tiếng nhất                                      | Đạo mộ bút ký                           |
| Mười phim truyền hình hay nhất của năm                        | Lang Nha Bảng                           |
| Mười phim truyền hình hay nhất của năm                        | Kẻ ngụy trang                           |
| Mười phim truyền hình hay nhất của năm                        | Thời gian tươi đẹp                      |
| Mười phim truyền hình hay nhất của năm                        | Bắc thượng quảng không tin vào nước mắt |
| Mười phim truyền hình hay nhất của năm                        | Võ Mỵ Nương truyền kỳ                   |
| Mười phim truyền hình hay nhất của năm                        | Năm tháng như vàng                      |
| Mười phim truyền hình hay nhất của năm                        | Thế giới bình thường                    |
| Mười phim truyền hình hay nhất của năm                        | Người tình kim cương                    |
| Mười phim truyền hình hay nhất của năm                        | Hoa Thiên Cốt                           |
| Mười phim truyền hình hay nhất của năm                        | Em là em gái của anh                    |

### 2016
Được ghi hình vào ngày 20 tháng 12. Lý Dịch Phong đã giành được giải thưởng chung cuộc cho Nghệ sĩ của năm, Đường Yên và La Tấn giành giải diễn viên chính được yêu thích nhất, Ngô Kỳ Long giành giải Nam diễn viên có ảnh hưởng của Hồng Kông và Đài Loan, và Trần Kiều Ân giành giải Nữ diễn viên có tầm ảnh hưởng của Hong Kong và Đài Loan. Lễ trao giải được phát sóng vào lúc 19h30 ngày 01/01/2017.
| Giải                                                   | Người chiến thắng / Công việc                                                                        |
| ------------------------------------------------------ | --- |
| Nghệ sĩ của năm                                        | Lý Dịch Phong                                                                                        |
| Nữ diễn viên được yêu thích nhất                       | Đường Yên                                                                                            |
| Nam diễn viên được yêu thích nhất                      | La Tấn                                                                                               |
| Nữ diễn viên nổi tiếng nhất                            | Tống Thiến                                                                                           |
| Nam diễn viên nổi tiếng nhất                           | Trương Nhược Quân                                                                                    |
| Diễn viên của năm                                      | Hoàng Hiên                                                                                           |
| Nữ diễn viên nhảy vọt của năm                          | Dương Tử                                                                                             |
| Nam diễn viên nhảy vọt của năm                         | Ngô Lỗi                                                                                              |
| Diễn viên có ảnh hưởng đến từ Hồng Kông và Đài Loan    | Ngô Kỳ Long                                                                                          |
| Nữ diễn viên có ảnh hưởng đến từ Hong Kong và Đài Loan | Trần Kiều Ân                                                                                         |
| Người mới đột phá của năm                              | Trần Ngọc Kỳ                                                                                         |
| Diễn viên thành tựu trọn đời                           | Du Bổn Xương                                                                                         |
| Phim truyền hình của năm                               | Ma tước, Giải mật, Gặp gỡ Vương Lịch Xuyên, Quan hệ kiểu Trung Quốc, Cẩm tú Vị Ương. Hải đường y cựu |

### 2017

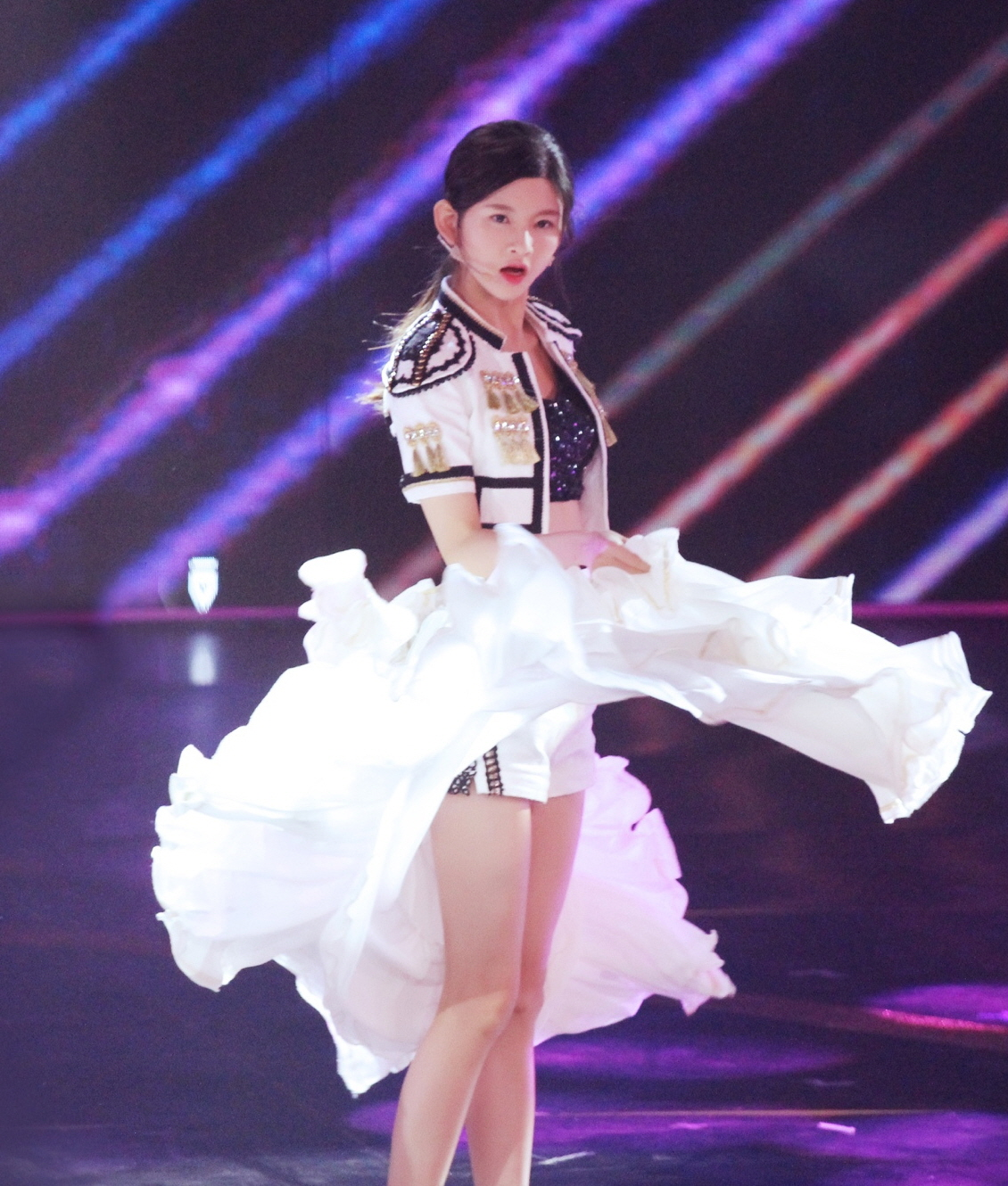
SNH48-Lâm Tư Ý trình diễn tại Quốc kịch 2017

Được ghi hình vào ngày 16 tháng 12. Lễ trao giải được phát sóng trên kênh truyền hình vệ tinh An Huy vào lúc 19h30 ngày 1/1/2018.
| Giải                                               | Người chiến thắng / Công việc |
| -------------------------------------------------- | --- |
| Ngôi sao phim truyền hình quyền lực của năm        | Trương Gia Dịch, Mã Y Lợi |
| Ngôi sao phim truyền hình xuất sắc của năm         | Ngô Tú Ba, Tưởng Văn Lệ |
| Ngôi sao phim truyền hình trình diễn của năm       | Nhậm Trọng, Vạn Thiến |
| Ngôi sao quyến rũ của năm                          | Lục Nghị, Viên Tuyền |
| Ngôi sao phim truyền hình khéo léo của năm         | Vu Hòa Vỹ, Ân Đào |
| Ngôi sao diễn xuất xuất sắc                        | Trương Dịch, Tần Hải Lộ |
| Vai diễn của năm                                   | Phan Việt Minh, Hồ Tĩnh |
| Hình mẫu của năm                                   | Trương Khải Lệ |
| Đạo diễn chất lượng của năm                        | Lưu Tiến |
| Ngôi sao phim truyền hình có sức ảnh hưởng của năm | Trịnh Khải, Vương Lạc Đan |
| Diễn xuất đột phá của năm                          | Lôi Giai Âm, Ngô Việt |
| Vai phụ được khán giả yêu thích                    | Nghệ Đại Hồng, Hứa Đệ |
| Nhà sản xuất mới của năm                           | Cao Á Lân |
| Ngôi sao phim truyền hình tiềm năng của năm        | Trương Bân Bân, Kiều Hân |
| Ngôi sao phim truyền hình mới của năm              | Đăng Luân, Tôn Di |
| Diễn viên được quan tâm nhất năm                   | Cơ Tha, Vương Hiểu Thần, Chu Vịnh Đằng, Sài Bích Vân |
| Diễn viên tuổi trẻ nhảy vọt                        | Du Hạo Minh, Đăng Gia Giai |
| Diễn viên trẻ duyên dáng                           | Địch Thiên Lâm, Đường Nghệ Hân |
| Diễn giải tuổi trẻ của các diễn viên thần tượng    | Trương Nhược Quân, Lý Thấm |
| Nữ diễn viên trẻ nổi tiếng                         | Cảnh Điềm |
| Các diễn viên được giới truyền thông đề xuất       | Tăng Thuấn Hy, Cao Vỹ Quang, Hoàng Mộng Oánh, Chúc Tự Đan |
| Thanh niên Thế hệ mới                              | Hồ Nhất Thiên, Vương Tử Tuyền |
| Phim truyền hình chi ân đặc biệt                   | Hầu Hồng Lượng |
| Thành tựu trọn đời                                 | Lục Tiểu Linh Đồng |
| Phim truyền hình xuất sắc của năm                  | Vu Thành Long, Lông gà bay lên trời, Danh nghĩa nhân dân, Bạch Lộc Nguyên, Hoan Lạc Tụng 2, Đai quân sư Tư Mã Ý: Liên minh quân sư, Nửa đời trước của tôi, Lâm Hải tuyết nguyên, Năm ấy hoa nở trăng vừa tròn, Bác sĩ khoa cấp cứu |

### 2018
Năm 2018 trùng với kỷ niệm 60 năm ra đời của ngành công nghiệp truyền hình Tân Trung Hoa và kỷ niệm 40 năm cải cách và mở cửa. Đây là một năm có ý nghĩa lịch sử.
| Giải                                         | Người chiến thắng / Công việc                                |
| -------------------------------------------- | ------------------------------------------------------------ |
| Nam diễn viên hình mẫu của năm               | Nghê Đại Hồng                                                |
| Nam diễn viên hình mẫu của năm               | Lưu Lị Lị                                                    |
| Nam diễn viên chất lượng của năm             | Huỳnh Hiểu Minh                                              |
| Nữ diễn viên chất lượng của năm              | Tần Hải Lộ                                                   |
| Nam diễn viên được quan tân của năm          | Kinh Siêu                                                    |
| Nữ diễn viên được quan tâm của năm           | Tô Thanh                                                     |
| Nam diễn viên tiềm năng của năm              | Kim Hãn                                                      |
| Nữ diễn viên tiềm năng của năm               | Sài Bích Vân                                                 |
| Nam diễn viên trình diễn của năm             | Lý Quang Khiết                                               |
| Nữ diễn viên trình diễn của năm              | Trương Quân Ninh                                             |
| Biểu diễn nghệ thuật thanh niên thế hệ mới   | Hồ Tiên Hú / Lý Lan Địch                                     |
| Nam diễn viên tuổi trẻ nhảy vọt              | Hàn Đông Quân                                                |
| Nữ diễn viên tuổi trẻ nhảy vọt               | Ngô Cẩn Ngôn                                                 |
| Các diễn viên được giới truyền thông đề xuất | Lý Khuê Nhuế / Đồng Dao / Trương Hiểu Khiêm / Phó Trình Bằng |
| Nam diễn viên đột phá về diễn xuất của năm   | Trương Hàn                                                   |
| Nữ diễn viên đột phá về diễn xuất của năm    | Xa Thi Mạn                                                   |
| Diễn viên nhảy vọt của năm                   | Thích Vy                                                     |
| Nam diễn viên quyến rũ tuổi trẻ              | Chu Nhất Long                                                |
| Nữ diễn viên quyến rũ tuổi trẻ               | Giang Sơ Ảnh                                                 |
| Nam diễn viên uy tín của năm                 | Lục Nghị                                                     |
| Nữ diễn viên uy tín của năm                  | Đổng Khiết                                                   |
| Nam diễn viên quyến rũ của năm               | Quách Kính Phi                                               |
| Nữ diễn viên quyến rũ của năm                | Tần Lam                                                      |
| Nam diễn viên phụ của năm                    | Triệu Lập Tân                                                |
| Nữ diễn viên phụ của năm                     | Lưu Mẫn Đào                                                  |
| Nam diễn viên chính xuất sắc của năm         | Lý Vĩnh Kiện                                                 |
| Nữ diễn viên chính xuất sắc của năm          | Miêu Phổ                                                     |
| Nhân vật được khán giả yêu thích             | Đồng Lệ Á / Lôi Giai Âm                                      |
| Nam diễn viên của năm                        | Tổ Phong                                                     |
| Nữ diễn viên của năm                         | Trần Sổ                                                      |

### 2019
| Giải                                                 | Người chiến thắng / Công việc                                              |
| ---------------------------------------------------- | -------------------------------------------------------------------------- |
| Diễn viên của năm                                    | Diêu Thần                                                                  |
| Diễn viên tài tình của năm                           | Trần Bảo Quốc                                                              |
| Đạo diễn chất lượng của năm                          | Lưu Giang                                                                  |
| Biên kịch xuất sắc của năm                           | Cao Mãn Đường                                                              |
| Nam diễn viên được khán giả yêu thích                | Nhậm Đạt Hoa                                                               |
| Nữ diễn viên được khán giả yêu thích                 | Lưu Lâm                                                                    |
| Nam diễn viên chính xuất sắc của năm                 | Vương Lôi                                                                  |
| Nữ diễn viên chính xuất sắc của năm                  | Lý Tiểu Nhiễm                                                              |
| Nam diễn viên quyến rũ của năm                       | Vương Kính Tùng                                                            |
| Nữ diễn viên quyến rũ của năm                        | Lưu Mẫn Đào                                                                |
| Diễn viên chất lượng của năm                         | Trương Lỗ Nhất                                                             |
| Nhân vật của năm                                     | Quả Tĩnh Lâm                                                               |
| Nam diễn viên đột phá về diễn xuất của năm           | Giả Nãi Lượng                                                              |
| Nữ diễn viên đột phá về diễn xuất của năm            | Vương Âu                                                                   |
| Nam diễn viên được quan tâm của năm                  | Lý Quang Khiết                                                             |
| Nữ diễn viên được quan tâm của năm                   | Cao Lộ                                                                     |
| Nam diễn viên biểu cảm của năm                       | Quách Hiểu Đông                                                            |
| Nữ diễn viên biểu cảm của năm                        | Tăng Lê                                                                    |
| Tri ân những người có đóng góp đặc biệt trong 70 năm | Tư Cầm Cao Oa, Trần Bảo Quốc, Lưu Bội Kì                                   |
| Diễn viên hấp dẫn tuổi trẻ                           | Trịnh Sảng                                                                 |
| Nam diễn viên nhảy vọt của năm                       | Tôn Nghệ Châu                                                              |
| Nữ diễn viên nhảy vọt của năm                        | Tống Thiến                                                                 |
| Nam diễn viên phong cách giải thích thanh niên       | Dương Lặc                                                                  |
| Nữ diễn viên phong cách giải thích thanh niên        | Kim Thần                                                                   |
| Nam diễn viên tiềm năng của năm                      | Tần Tuấn Kiệt                                                              |
| Nữ diễn viên tiềm năng của năm                       | Lam Doanh Oánh                                                             |
| Nam diễn viên quyến rũ tuổi trẻ                      | Hoàng Cảnh Du                                                              |
| Nữ diễn viên quyến rũ tuổi trẻ                       | Vương Tử Văn                                                               |
| Diễn viên được giới truyền thông đề xuất             | Khang Ninh, Hà Đỗ Quyên, Trương Hách                                       |
| Biểu diễn nghệ thuật thanh niên thế hệ mới           | Triệu Kim Mạch, Quách Tuấn Thần, Lý Canh Hy, Quách Tử Phàm                 |
| Phim truyền hình được đề xuất vào năm 2020           | Mặt trời chiếu vào tôi, Hoa nở rộ, Lá phong đỏ, Đại hải cảng, Gia đình Aba |
| Nền tảng video ngắn tác động hàng năm                | TikTok                                                                     |

### 2020
| Giải                                                                                                 | Người chiến thắng / công việc            |
| --- | ---------------------------------------- |
| Nam diễn viên biểu cảm cũa năm                                                                       | Trương Đạc                               |
| Nữ diễn viên biểu cảm cũa năm                                                                        | Mã Tô                                    |
| Nam diễn viên trình diễn ưu tú của năm                                                               | Trương Hy Lâm                            |
| Nữ diễn viên trình diễn ưu tú của năm                                                                | Tát Nhật Na                              |
| Diễn xuất xuất sắc của thế hệ mới                                                                    | Hà Thụy Hiền, Mao Hiểu Tuệ, Đổng Hựu Lâm |
| Nam diễn viên mới của năm                                                                            | Yến Tử Đông                              |
| Nữ diễn viên mới của năm                                                                             | Tiêu Yến                                 |
| Nam diễn viên tiềm năng                                                                              | Trần Triết Viễn                          |
| Nữ diễn viên tiềm năng                                                                               | Nhậm Mẫn                                 |
| Diễn viên thế hệ mới thanh xuân của năm                                                              | Đinh Vũ Hề                               |
| Biểu cảm phong cách thanh xuân nam diễn viên                                                         | Đàn Kiện Thứ                             |
| Biểu cảm phong cách thanh xuân nữ diễn viên                                                          | Lý Khê Nhuế                              |
| Nam diễn viên được quan tâm của năm                                                                  | Hồ Nhất Thiên                            |
| Nữ diễn viên được quan tâm của năm                                                                   | Ngô Thiến                                |
| Nam diễn viên thanh xuân thăng tiến của năm                                                          | Bạch Kính Đình                           |
| Nữ diễn viên thanh xuân thăng tiến của năm                                                           | Đàm Tùng Vận                             |
| Nhân vật được khán giả yêu thích của năm                                                             | Quách Kỳ Lân                             |
| Nam diễn viên thời trang của năm                                                                     | Lý Trạch Phong                           |
| Nữ diễn viên thời trang của năm                                                                      | Hám Thanh Tử                             |
| Nữ diễn viên có sức gây ảnh hướng đến giới trẻ / hay Nữ diễn viên xuất sắc của năm đề tài thanh xuân | Quan Hiểu Đồng                           |
| Nam diễn viên tiến bộ của năm                                                                        | Doãn Chính                               |
| Nữ diễn viên tiến bộ của năm                                                                         | Kim Thần                                 |
| Nam diễn viên phụ chất lượng của năm                                                                 | Đồ Tùng Nham                             |
| Nữ diễn viên phụ chất lượng của năm                                                                  | Trương Manh                              |
| Nam diễn viên sáng tạo của năm                                                                       | Trần Hách                                |
| Nữ diễn viên sáng tạo của năm                                                                        | Mao Hiểu Đồng                            |
| Nhân vật có cống hiến đặc biệt                                                                       | Lữ Trung, Hứa Hoàn San                   |
| Nam diễn viên chất lượng của năm                                                                     | Trương Nhược Quân                        |
| Nữ diễn viên chất lượng của năm                                                                      | Đồng Dao                                 |
| Nam diễn viên mỹ lực của năm                                                                         | Đồng Đại Vĩ                              |
| Nữ diễn viên mỹ lực của năm                                                                          | Giang Sơ Ảnh                             |
| Nam diễn viên hình mẫu của năm                                                                       | Hàn Đồng Sinh                            |
| Nữ diễn viên hình mẫu của năm                                                                        | Hề Mỹ Quyên                              |
| Nam diễn viên của năm                                                                                | La Tấn                                   |
| Nữ diễn viên của năm                                                                                 | Trần Sổ                                  |
| Nam diễn viên độc đáo của năm                                                                        | Tần Hạo                                  |
| Nữ diễn viên độc đáo của năm                                                                         | Mã Y Lợi                                 |